# هارولد أديسون ودروف
هارولد أديسون ودروف (بالإنجليزية: Harold Addison Woodruff)‏ هو جراثيمي وطبيب بيطري أسترالي، ولد في 10 يوليو 1877، وتوفي في 1 مايو 1966.